# Rida Johnson Young
Rida Johnson Young (28 de fevereiro de 1875 – 8 de maio de 1926) foi uma dramaturga norte-americana, libretista e compositora. Em sua carreira, Young escreveu mais de trinta peças teatrais e músicas, e mais de quinhentas canções. Seu nome foi introduzido no Songwriters Hall of Fame, em 1970, um projeto que visa a criação de um museu dedicado a compositores mais importantes da indústria da música dos Estados Unidos. Algumas de suas obras conhecidas incluem "Mother Machree", de Barry of Ballymore, "Italian Street Song", "I'm Falling in Love with Someone", de Naughty Marietta, e "Will You Remember?", de Maytime.